# Edith Hölzl
Edith Hölzl (...) è una sciatrice alpina austriaca paralimpica che ha rappresentato l'Austria alle Paralimpiadi invernali del 1984 e del 1988, vincendo due medaglie d'oro, una medaglia d'argento e una medaglia di bronzo.

## Carriera
A Innsbruck, in Austria, alle Paralimpiadi invernali 1994, ha vinto l'oro in discesa libera B2 (con un tempo di 1:43.06) e supercombinata B2 (in 0:37.46). Quattro anni più tardi, sempre a Innsbruck ha vinto l'argento in discesa libera B2 (tempo 0:54.10) e bronzo nello slalom gigante B2 (in 2:06.79).

## Palmarès

### Paralimpiadi
- 4 medaglie:
  - 2 ori (discesa libera B2 e supercombinata categoria B2 a Innsbruck 1984)
  - 1 argento (discesa libera categoria B2 a Innsbruck 1988)
  - 1 bronzo (slalom gigante a Innsbruck 1988)